# Міністр національної оборони Греції
Міністр національної оборони Греції — голова Міністерства національної оборони Греції, цивільної установи, яка здійснює управління Збройними силами Греції. Чинний міністр національної оборони — Дімітріс Аврамопулос.
Основні відомчі об'єкти Міністерства національної оборони Греції розташовані в афінському районі Пентагоно.

## Попередні міністри національної оборони
| Ім'я                  | Початок повноважень | Кінець повноважень | Партія          |
| --------------------- | ------------------- | ------------------ | --------------- |
| Акіс Цохатзопулос     | 24 вересня 1996     | 23 жовтня 2001     | ПАСОК           |
| Яннос Папантоніу      | 23 жовтня 2001      | 10 березня 2004    | ПАСОК           |
| Спіліос Спіліотопулос | 10 березня 2004     | 15 лютого 2006     | Нова Демократія |
| Вангеліс Меймаракіс   | 15 лютого 2006      | 7 жовтня 2009      | Нова Демократія |
| Евангелос Венізелос   | 7 жовтня 2009       | 17 червня 2011     | ПАСОК           |
| Панайотіс Беглітіс    | 17 червня 2011      | 11 листопада 2011  | ПАСОК           |
| Дімітріс Аврамопулос  | 11 листопада 2011   | 17 травня 2012     | Нова Демократія |
| Франгуліс Франгос     | 17 травня 2012      | 21 червня 2012     | безпартійний    |
| Панос Панайотопулос   | 21 червня 2012      | чинний             | Нова Демократія |